# Rieppeleon
Rieppeleon – rodzaj jaszczurek z rodziny kameleonowatych (Chamaeleonidae).

## Zasięg występowania
Rodzaj obejmuje gatunki występujące w południowo-wschodniej Afryce (Malawi, Mozambik i Tanzania).

## Morfologia
Długość ciała do 8 cm.

## Systematyka

### Etymologia
Rieppeleon: Olivier Rieppel (ur. 1951), szwajcarski zoolog i paleontolog; λεων leōn, λεοντος leontos „lew” (rdzeń -leon używany jest często w nazwach rodzajów kameleonów).

### Podział systematyczny
Do rodzaju należą następujące gatunki:
- Rieppeleon brachyurus (Günther, 1893)
- Rieppeleon brevicaudatus (Matschie, 1892)
- Rieppeleon kerstenii (Peters, 1868)